# Turner-szindróma
A Turner-szindróma (rövidítve: TS) egy – csak nőknél előforduló – kromoszómarendellenesség, melyet Henry Turner amerikai orvosról neveztek el, aki néhány jellemzőjét egy 1938-as cikkében – hét kislány esete alapján – leírta. 1959-ben dr. C. E. Ford fedezte fel, hogy a TS oka mindig ugyanaz: a szokásos két női nemi kromoszóma (XX) közül az egyik részlegesen vagy teljesen hiányzik (monoszómia).

## A szindróma jellemzői
A rendellenesség következtében az embriók zöme a korai magzati életben elpusztul. Az emberi monoszómiás kromoszómarendellenességek közül a Turner-szindróma az egyetlen, amelynél az élveszületés egyáltalán lehetséges. Az összes megszülető lánygyermekek nagyjából 0,33 ezreléke (3000-ből 1) Turner-szindrómás, azaz a betegség esélye nem elhanyagolható. Ezzel az aránnyal a TS az egyik leggyakoribb genetikai betegség.

A Turner-szindrómásoknál gyakran előfordul, hogy csak egyes sejtcsoportjaikban hiányzik (vagy életképtelen) az egyik X-kromoszóma, másokban pedig megvan. Ez a jelenség a mozaikos kromoszómakészlet, amely a TS tüneteit és hatásait csökkentheti.

A betegség korai felismerését az alább leírt jellegzetességek segíthetik. A tünetek nem mindegyike jelentkezik szükségszerűen, különböző kombinációkban és erősséggel fordulhatnak elő.

### Külső jellemzők
- születéskor: ödéma a kéz- és/vagy lábháton, tarkótáji laza bőrredő
- átlagnál alacsonyabb és vékonyabb termet
- nyakon két oldalt bőrredő (pterygium)
- tarkón mélyen lehúzódó haj
- széles mellkas
- a mellbimbók egymástól távol vannak
- a gerinc esetleg ferdült (scoliosis)
- a karok enyhén kifelé fordulnak könyöktől
- x-láb
- rövid ujjak
- kövér kezek és lábak

### Belső jellemzők
- fejletlen petefészkek
- veleszületett szívhiba
- vesefejlődési rendellenesség

### Lehetséges problémák
- nemi érés, menstruáció elmaradása
- meddőség
- szívproblémák
- magas vérnyomás
- fül- és hallási problémák
- rövidlátás
- tanulási nehézségek
- pajzsmirigyproblémák
- veseproblémák
- cukorbetegség
- csontritkulás

### Diagnózis és gondozás
A diagnózis csak genetikai vizsgálattal állítható fel. A korai felismerés érdekében minden kórosan alacsony termetű lánygyermeknél kötelező a kromoszómavizsgálat elvégzése.
TS diagnosztizálása esetén a testnagyságbeli elmaradás problémái növekedési hormon kezeléssel enyhíthetők.
A nemi érés lassúsága, elmaradása a petefészek kialakulatlanságának, fejletlenségének; a petesejtek hiányának következménye. Nemi hormon adagolásával a másodlagos nemi jellegek kifejlődése elősegíthető, ezzel a nemi éréshez kapcsolódó lelki problémák csökkenthetők.

Petesejtek hiányában meddőséggel kell számolni, de amennyiben a méh alkalmas a magzat kihordására, petesejt beültetéssel, mesterséges megtermékenyítéssel a Turner-szindrómás beteg gyermekvállalása lehetővé válhat.

A járulékosan kialakuló egyéb szervi megbetegedéseket a megfelelő szakorvosi kezelésben kell ellátni.